# Pièces de monnaie en schilling autrichien
Les pièces de monnaie en schilling autrichien sont une des représentations physiques, avec les billets de banque, de l'ancienne monnaie de l'Autriche, en schilling autrichien et en groschen, sa subdivision.

## L'unité monétaire autrichienne
Le schilling autrichien est l'ancienne devise  de l'Autriche de 1925 à 2002, date à laquelle elle a été remplacée par l'euro. 
Le schilling est divisé en 100 groschen.

## Les pièces de monnaie d'Autriche

### L'occupation allemande (1938-1111)
À la suite de l'Anschluss, le Reichsmark devient la monnaie officielle de l'Autriche annexée par l'Allemagne.

### L'occupation alliée et la deuxième République d'Autriche (1945-)

#### Première série de l'après-guerre
Fin 1945, la loi (Schillingsvertrag) impose l'échange des reichsmark et des schillings des forces alliées en Schillings autrichiens. 
Le Schilling redevient la monnaie unique et légale de l'Autriche.
Cette série d'après-guerre comprend 
- des pièces de 1, 2, 5, 10, 50 Groschen
- des pièces de 1, 2 et 5 Schilling, en zinc ou en aluminium :

| Valeur      | Paramètres techniques | Paramètres techniques | Paramètres techniques | Description                                                         | Description                                                                                            | Description                   | Millésimes |
| Valeur      | Diamètre              | Poids                 | Composition           | Avers                                                               | Revers                                                                                                 | Artiste                       | Millésimes |
| ----------- | --------------------- | --------------------- | --------------------- | ------------------------------------------------------------------- | --- | ----------------------------- | ---------- |
| 1 Groschen  | 17,0 mm               | 1,80 g                | 100 % Zn              | les armoiries de l'Autriche avec le nom du pays REPUBLIK ÖSTERREICH | la valeur faciale 1 et le millésime 1947 entourés de la mention GROSCHEN et d'une couronne de lauriers |                               | 1947       |
| 2 Groschen  | 18,0 mm               | 0,90 g                | 98,5 % Al 1,5 % Mg    | les armoiries de l'Autriche                                         | la valeur faciale 2 GROSCHEN entourée de REPUBLIK ÖSTERREICH et du millésime                           | Benno Rost et Michael Powolny | 1950-      |
| 5 Groschen  | 19,0 mm               | 2,50 g                | 100 % Zn              | les armoiries de l'Autriche avec le nom du pays REPUBLIK ÖSTERREICH | la valeur faciale 5 GROSCHEN et le millésime                                                           | Adolf Hofmann                 | 1948-      |
| 10 Groschen | 20,0 mm               | 3,00 g                | 100 % Zn              | les armoiries de l'Autriche avec le nom du pays REPUBLIK ÖSTERREICH | la valeur faciale 10 GROSCHEN et le millésime                                                          | Adolf Hofmann                 | 1947-1949  |
| 50 Groschen |                       |                       | 98,5 % Al 1,5 % Mg    | les armoiries de l'Autriche avec le nom du pays REPUBLIK ÖSTERREICH | le chiffre 50 au centre entourée de la valeur faciale FÜNFZIG GROSCHEN et le millésime                 |                               | 1946-1955  |
| 1 schilling |                       |                       | 98,5 % Al 1,5 % Mg    | les armoiries de l'Autriche et le millésime                         | un paysan semant du blé, la valeur faciale 1 S entourés de REPUBLIK ÖSTERREICH                         |                               | 1946-1957  |
| 2 schilling |                       |                       | 98,5 % Al 1,5 % Mg    | les armoiries de l'Autriche avec le nom du pays REPUBLIK ÖSTERREICH | la valeur faciale 2 SCHILLING dans des motifs reprenant des vignes et du blé et le millésime           |                               | 1946-1952  |
| 5 schilling |                       |                       | 98,5 % Al 1,5 % Mg    | les armoiries de l'Autriche et le millésime                         | la valeur faciale 5 SCHILLING entourée de la mention REPUBLIK ÖSTERREICH                               |                               | 1952, 1957 |

- - La pièce de 10 Groschen en zinc fut remplacée à partir de 1951 par une pièce en aluminium.
  - Une pièce de 20 Groschen en aluminium-bronze fut frappée de 1950 à 1954
  - La pièce de 50 Groschen en aluminium ne fut plus frappée à partir de 1955 pour être remplacée par une pièce en aluminium-bronze à partir de 1959.
  - La pièce de 1 Schilling en aluminium  ne fut plus émise à partir de 1957 pour être également remplacée par une pièce en aluminium-bronze en 1959.
  - La pièce de 2 Schilling en aluminium ne fut frappée que de 1946 à 1952.
  - Une pièce de 5 Schilling en aluminium fut frappée en 1952 et 1957. De 1960 à 1968, une autre pièce en argent fur émise, puis remplacé en 1968 par le même modèle en cupro-nickel.
  - Une pièce de 10 Schilling en argent fut frappée de 1957 à 1973. À partir de 1974, la pièce de 10 Schilling est frappée en cupro-nickel avec, sur l'avers, les armoiries de l'Autreiche à la place de l'écu

#### Seconde série de la république
La plupart des pièces de cette première série vont être modifiées. Cependant, on ne peut pas vraiment parler d'une seconde série car ces remplacements se feront progressivement au cours des années.
- les pièces de 2 Groschen en aluminium et de 5 Groschen en zinc de la série précédente restent en service
- la pièce de 2 Schilling est supprimée à partir de 1952

| Valeur       | Paramètres techniques | Paramètres techniques | Paramètres techniques | Description                                                                                            | Description                                                                                 | Description | Millésimes |
| Valeur       | Diamètre              | Poids                 | Composition           | Avers                                                                                                  | Revers                                                                                      | Artiste     | Millésimes |
| ------------ | --------------------- | --------------------- | --------------------- | --- | ------------------------------------------------------------------------------------------- | ----------- | ---------- |
| 10 Groschen  | 20,0 mm               | 1,10 g                | 98,5 % Al 1,5 % Mg    | les armoiries de l'Autriche avec le nom du pays REPUBLIK ÖSTERREICH et de part et d'autre la valeur 10 | la valeur faciale 10 GROSCHEN et le millésime                                               |             | 1951-      |
| 20 Groschen  | 22,0 mm               | 4,5 g                 | 91,5 % Cu 8,5 % Al    | les armoiries de l'Autriche                                                                            | la valeur faciale 20 GROSCHEN et le millésime entourés de la mention REPUBLIK ÖSTERREICH    |             | 1950-1954  |
| 50 Groschen  | 19,5 mm               | 3,00 g                | 91,5 % Cu 8,5 % Al    | l'écu autrichien entouré de la mention REPUBLIK ÖSTERREICH                                             | la valeur faciale 50 GROSCHEN décoré d'une gentiane et le millésime                         |             | 1959-      |
| 1 schilling  | 22,5 mm               | 4,20 g                | 91,5 % Cu 8,5 % Al    | une fleur d'edelweiss entourée de la mention EIN SCHILLING                                             | la valeur faciale 1 SCHILLING et le millésime entourés de REPUBLIK ÖSTERREICH               |             | 1959-      |
| 5 schilling  | 23.5 mm               |                       | Argent                | Un cheval Lipizzan et son cavalier entourés de la mention REPUBLIK ÖSTERREICH                          | la valeur faciale 5 SCHILLING au-dessus de l'écusson autrichien et le millésime             |             | 1960-1968  |
| 5 schilling  | 23.5 mm               | 4,80 g                | 75 % Cu 25 % Ni       | Un cheval Lipizzan et son cavalier entourés de la mention REPUBLIK ÖSTERREICH                          | la valeur faciale 5 SCHILLING au-dessus de l'écusson autrichien et le millésime             | 1969-       |            |
| 10 schilling | 26.0 mm               |                       | Argent                | le blason autrichien entouré de la mention REPUBLIK ÖSTERREICH                                         | la tête d'une paysanne du Danube entourée de la valeur faciale 10 SCHILLING et le millésime |             | 1957-1973  |
| 10 schilling | 26.0 mm               | 6,20 g                | 75 % Cu 25 % Ni       | les armoiries d'Autriche entourées de la mention REPUBLIK ÖSTERREICH                                   | la tête d'une paysanne du Danube entourée de la valeur faciale 10 SCHILLING et le millésime | 1974-       |            |

### Pièces commémoratives
La Münze Österreich (ou Monnaie autrichienne) a émis de nombreuses pièces commémoratives 
- de 20 Schilling
- de 50 Schilling